# Demotina modesta
Demotina modesta är en skalbaggsart som beskrevs av Joseph Sugar Baly 1874. Demotina modesta ingår i släktet Demotina och familjen bladbaggar. Inga underarter finns listade i Catalogue of Life.